# Alto Río Senguer
Alto Río Senguer är en kommunhuvudort i Argentina.   Den ligger i provinsen Chubut, i den södra delen av landet, 1 600 kilometer sydväst om huvudstaden Buenos Aires. Alto Río Senguer ligger 697 meter över havet och antalet invånare är 1 700.
Terrängen runt Alto Río Senguer är platt, och sluttar brant österut. Trakten runt Alto Río Senguer är nära nog obefolkad, med mindre än två invånare per kvadratkilometer..
Omgivningarna runt Alto Río Senguer är i huvudsak ett öppet busklandskap.